# Ekkehard Birkholz
Ekkehard Birkholz (* 6. April 1933 in Halberstadt) ist ein deutscher Politiker (SPD, später REP).
Birkholz machte im Jahr 1952 das Abitur und bestand 1954 das Lehrerexamen in Ballenstedt im Bezirk Magdeburg. Er wechselte nach West-Berlin und begann 1956 das Chemiestudium an der Freien Universität Berlin, das er 1964 mit dem Diplom abschloss. 1969 wurde er promoviert und Lehrer, zunächst am Berlin-Kolleg, später Studiendirektor im Neuköllner Bildungszentrum Lipschitzallee.
Im Jahr 1960 wurde Birkholz Mitglied der SPD. Bei der Wahl zum Abgeordnetenhaus von Berlin 1979 wurde er in das Parlament gewählt und konnte das Direktmandat für den Wahlkreis Neukölln 8 gewinnen.
Im November 1991 wurde Birkholz zum Vorsitzenden des Landesverbands Sachsen-Anhalt der „Republikaner“ gewählt, acht Monate später wurde er Stellvertretender Bundesvorsitzender unter Franz Schönhuber. Im Januar 1993 verließ er die „Republikaner“.